# شامذ
شَامِذ أو شَمَّاذ (الاسم العلمي: Theridion)، جنس عناكب من فصيلة الشماذيات، أنواعه نحو 600 مُنتشرة في جميع أنحاء العالم. من أنواعه المشهورة عنكبوت الوجه السعيد الهاواوي (Theridion grallator).